# Лонуа
Лонуа́ (фр. Launoy) — коммуна во Франции, находится в регионе Пикардия. Департамент коммуны — Эна. Входит в состав кантона Виллер-Котре. Округ коммуны — Суасон.
Код INSEE коммуны — 02412.

## Население
Население коммуны на 2010 год составляло 102 человека.
| 1962 | 1968 | 1975 | 1982 | 1990 | 1999 | 2010 |
| ---- | ---- | ---- | ---- | ---- | ---- | ---- |
| 83   | 83   | 75   | 71   | 63   | 69   | 102  |

## Экономика
В 2010 году среди 67 человек трудоспособного возраста (15—64 лет) 47 были экономически активными, 20 — неактивными (показатель активности — 70,1 %, в 1999 году было 82,4 %). Из 47 активных жителей работали 46 человек (27 мужчин и 19 женщин), безработным был 1 мужчина. Среди 20 неактивных 6 человек были учениками или студентами, 7 — пенсионерами, 7 были неактивными по другим причинам.